# Луговое (Ташлинский район)
Луговое— село в Ташлинском районе Оренбургской области в составе Болдыревского сельсовета.

## География
Располагается на расстоянии примерно 6 километров на юг от районного центра села Ташла.

## Население
| 2010 |
| ---- |
| 253  |

Постоянное население составляло 334 человек в 2002 году (русские 81 %), 253 в 2010 году.